# Titularbistum Elis
Elis (italienisch Elide) ist ein Titularbistum der römisch-katholischen Kirche.
Es geht zurück auf ein früheres Bistum der antiken Stadt Elis auf der Peloponnes in Griechenland, das der Kirchenprovinz Patrassus zugeordnet war.
| Titularbischöfe von Elis |                          |                                                      |                   |                   |
| Nr.                      | Name                     | Amt                                                  | von               | bis               |
| 1                        | Cutbert Martin O’Gara CP | Apostolischer Vikar von Shenchow (Republik China)    | 28. Mai 1934      | 11. April 1946    |
| 2                        | George Brunner           | Weihbischof in Middlesbrough (Großbritannien)        | 22. Juni 1946     | 4. April 1956     |
| 3                        | John Joseph Carberry     | Koadjutorbischof von Lafayette in Indiana (USA)      | 3. Mai 1956       | 20. November 1957 |
| 4                        | Jean-Marie Maury         | Koadjutorbischof von Tarbes und Lourdes (Frankreich) | 20. Dezember 1957 | 8. Juli 1959      |
| 5                        | Gellért Belon            | Weihbischof in Pécs (Ungarn)                         | 5. April 1982     | 23. Mai 1987      |